# Vlhovec žlutokápý
Vlhovec žlutokápý či také vlhovec Chapmanův (Agelaius icterocephalus, nebo Chrysomus icterocephalus) je druh drobného ptáka patřící mezi pěvce, který se vyskytuje v Jižní Americe.
Tento druh vyniká pohlavním dimorfizmem. Název dostal podle zbarvení samce, který je černý a má výrazné žluté temeno. Samci jsou také větší, váží kolem 36 gramů, zatímco samice jen kolem 27 gramů.
Živí se semeny a bezobratlými živočichy (hmyzem). Žijí ve vlhkých travnatých oblastech, při mokřadech či v mangrovových porostech.
Zatímco v přírodě se jedná o zatím poměrně hojný druh (patří do kategorie Málo dotčené taxony), v lidské péči je vzácný (více v kapitole Chov v zoo).

## Chov v zoo
Patří k raritně chovaným druhům. Historicky tento druh chovaly významné evropské zoo jako Zoo Chester a Zoo London ve Spojeném království či německé Zoo Berlin a Zoo Diusburg. Nikde se ale nepodařil odchov. Aktuálně je druh chován pouze ve třech evropských zoo: ptačím parku ve Walsrode (Německo), Universeu Göteborg (Švédsko) a Zoo Praha (Česko).

### Chov v Zoo Praha
Vlhovec žlutokápý je v Zoo Praha chován od roku 2014, kdy byl dovezen jeden samec a tři samice ze soukromého chovu. Později byli dovezeni další dva. V roce 2017 se narodila čtyři mláďata, z nichž se podařilo tři odchovat. Jednalo se o prvoodchov v rámci českých a slovenských zoo. Ke konci roku 2017 tak bylo chováno pět jedinců. Na konci roku 2018 byl chován v počtu čtyř zvířat.
V zimním období je chován v zázemí, přes sezonu je poté k vidění v jedné z ptačích voliér v dolní části Zoo Praha. Uvažovalo se o umístění v tzv. Rákosově pavilonu, nakonec byl představen příbuzný vlhovec červenohlavý.